# Fembach (Zenn)
Der Fembach ist ein linker Zufluss der Zenn in Mittelfranken. Er ist mitsamt seinem bedeutendsten Oberlaufstrang aus Dürrnbucher Graben, dann Erlach und zuletzt Fembach etwa 12 km lang, fließt etwa ostwärts und mündet gegenüber dem Dorf Kagenhof der Gemeinde Veitsbronn.

## Geographie

### Verlauf
Der Fembach selbst entsteht durch den Zusammenfluss der rechten Erlach und des linken Hammerbachs bei Kirchfembach auf etwa 315 m ü. NHN und fließt dann ostwärts bis nahe an Puschendorf, das er im Süden passiert. Dann wendet er sich auf ostsüdöstlichen Lauf, gegen dessen Ende er das großteils rechtsseits liegende Retzelfembach durchquert. Gleich darauf mündet er auf etwa 296 m ü. NHN gegenüber dem Dorf Kagenhof von links in die untere Zenn.
Durchs Fembachtal verläuft von Kirchfembach bis zur Mündung die Bahnstrecke Würzburg–Fürth.

### Einzugsgebiet
Das Einzugsgebiet ist 26,2 km² groß. Es gehört zum Unterraum Aurach-Zenn-Platten des Naturraums Mittelfränkisches Becken.
Im Untergrund liegt Mittlerer Keuper, vom Coburger Sandstein und Blasensandstein der Hassberge-Formation über die Lehrbergschichten der Steigerwald-Formation bis hinab zum Schilfsandstein (Stuttgart-Formation) um die Mündung.
Reihum grenzen die Einzugsgebiet folgender Nachbargewässer an das des Fembachs:
- Im Nordwesten und Norden konkurriert die Mittlere Aurach über ihre rechten Zuflüsse vom Neidbächlein bis hinab zum Schleifmühlbach;
- im Nordosten fließt der Tuchenbach wenig abwärts des Fembachs zur Zenn, die oberhalb der Mittleren Aurach in die Regnitz mündet;
- im Süden laufen fortwährend höhere linke Zuflüsse von dieser zur Zenn, nämlich der Hardgraben, der Kettenbach und der Altbuchbach.

### Zuflüsse
Hierarchische Liste einer Auswahl der Zuflüsse, jeweils vom Ursprung zur Mündung.
- Erlach, rechter Oberlauf aus dem Westen
  - Dürrnbucher Graben, rechter Oberlauf aus dem Westen
    - (Graben aus dem Rötelgründlein), von links und Nordwesten

  - Schafbrunnengraben, linker Oberlauf aus dem Nordwesten
- Hammerbach, linker Oberlauf aus dem Nordwesten
- Schäfergraben, von links und Nordwesten
- (Abfluss der Wolfgangsquelle), von links und Norden

### Orte
Orte am Lauf des Femsbachs selbst mit ihren Zugehörigkeiten. Nur die Namen tiefster Schachtelungsstufe bezeichnen Siedlungsanrainer.
Landkreis Fürth
- Stadt Langenzenn
  - Kirchfembach (Kirchdorf, links)
- Gemeinde Puschendorf
  - Puschendorf (Kirchdorf, links am Oberhang)
- Gemeinde Veitsbronn
  - Retzelfembach (Dorf, überwiegend rechts)